# Frederick A. Tallmadge

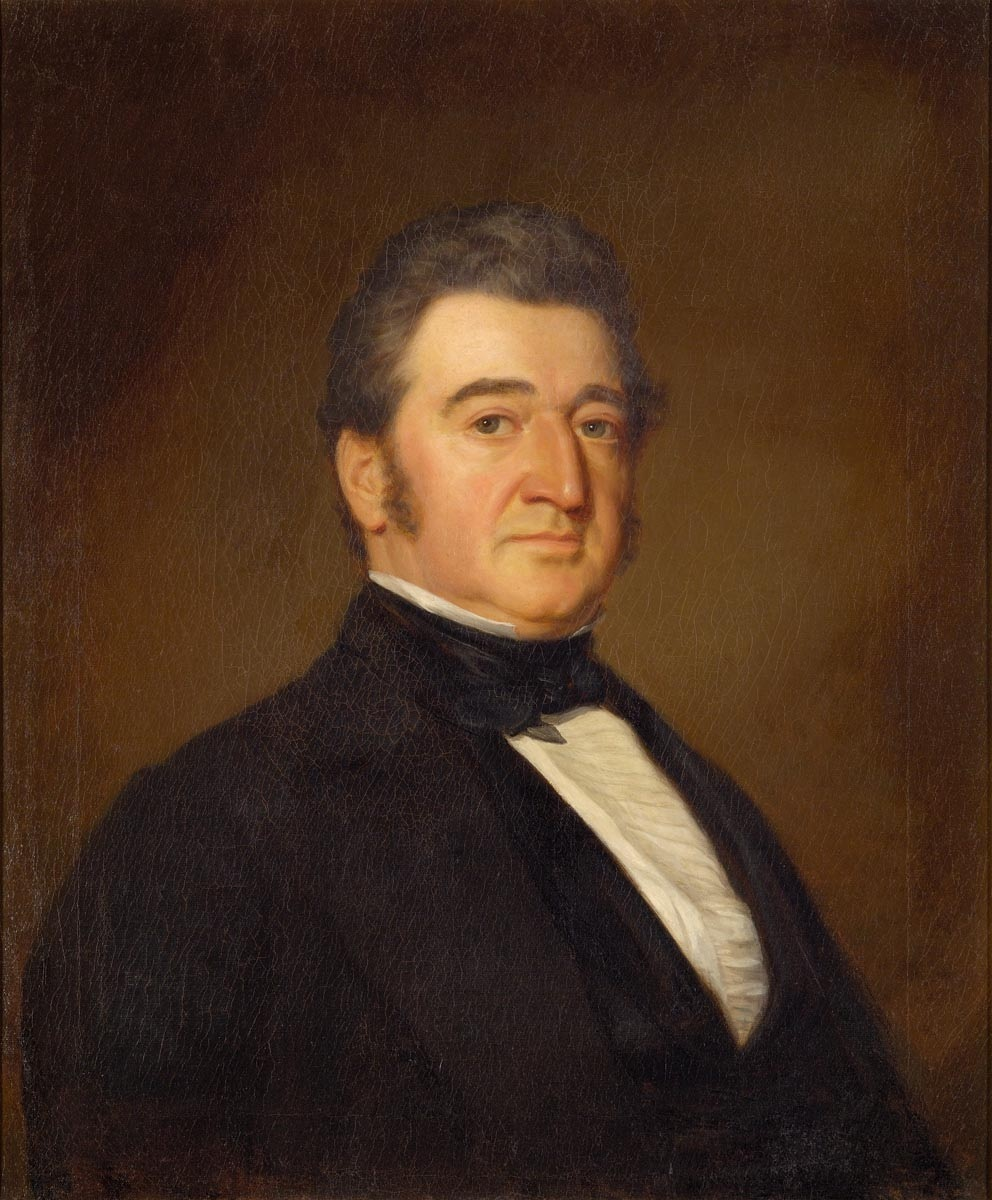
Frederick A. Tallmadge, 1849

Frederick Augustus Tallmadge (* 29. August 1792 in Litchfield, Connecticut; † 17. September 1869 ebenda) war ein US-amerikanischer Jurist und Politiker. Zwischen 1847 und 1849 vertrat er den Bundesstaat New York im US-Repräsentantenhaus.

## Werdegang
Frederick Augustus Tallmadge, Sohn von Kongressabgeordneten Benjamin Tallmadge (1754–1835) und Enkel von Gründungsvater William Floyd (1734–1821), wurde ungefähr neun Jahre nach dem Ende des Unabhängigkeitskrieges in Litchfield geboren und wuchs dort auf. Er genoss eine gute Schulbildung und graduierte 1811 am Yale College. Er studierte Jura an der Litchfield Law School. Seine Zulassung als Anwalt erhielt er 1811 und begann dann 1813 in New York City zu praktizieren. Während des Britisch-Amerikanischen Krieges diente er als Captain. 1834 war er Mitglied im Board of Aldermen von New York City und 1836 diente er als Common Councilman. Zwischen 1837 und 1840 saß er im Senat von New York. Während der letzten Session war er President pro tempore. Zwischen 1841 und 1846 war er als Recorder of New York City tätig.
Politisch gehörte er der Whig Party an. Bei den Kongresswahlen des Jahres 1846 wurde er im fünften Wahlbezirk von New York in das US-Repräsentantenhaus in Washington, D.C. gewählt, wo er am 4. März 1847 die Nachfolge von Thomas M. Woodruff antrat. Da er auf eine erneute Kandidatur im Jahr 1848 verzichtete, schied er nach dem 3. März 1849 aus dem Kongress aus.
Zwischen 1848 und 1851 war er wieder als Recorder tätig. Er war zwischen 1857 und 1862 Superintendent der Metropolitan Police und zwischen 1862 und 1865 Clerk am New York Court of Appeals. Danach war er in New York City wieder als Anwalt tätig. 1869 kehrte er nach Litchfield zurück, wo er am 17. September verstarb. Sein Leichnam wurde auf dem East Cemetery beigesetzt.